# Banda Eva
Banda Eva est un groupe de musique brésilien originaire de Salvador de Bahia dont le style principal est le axé. Comme la plupart des formations musicales brésilienne, il a changé de chanteurs à plusieurs reprises depuis sa création: parmi ses membres célèbres, le groupe a compté dans ses rangs la chanteuse Ivete Sangalo, qui connait depuis 1999 un succès phénoménal avec sa carrière solo, mais également Durval Lellys ou Emmanuelle Araujo. Aujourd'hui, Banda Eva est emmenée par le chanteur Saulo Fernandes, et a sorti en 2005 un CD et DVD pour fêter ses 25 ans d'existence.

## Discographie
- 1993: Banda Eva
- 1994: Pra Abalar
- 1995: Hora H
- 1996: Beleza Rara
- 1997: Banda Eva, ao Vivo
- 1998: Eva, Você e Eu

- 1999: Banda Eva, ao Vivo II
- 2000: Experimenta
- 2001: Pra Valer
- 2002: É do Eva, ao Vivo
- 2005: Banda Eva, 25 Anos ao Vivo